# Космос-1606
Космос-1606 је један од преко 2400 совјетских вјештачких сателита лансираних у оквиру програма Космос.
Космос-1606 је лансиран са космодрома Плесецк, СССР, 11. октобра 1984. Ракета-носач Ф-2 је поставила сателит у орбиту око планете Земље. Маса сателита при лансирању је износила 2000 килограма. Космос-1606 је био сателит намијењен за електронско извиђање, јављање и навођење.